# Dassault Falcon 900
Il Dassault Falcon 900 è un business jet trigetto della famiglia Dassault Falcon, transcontinentale prodotto dall'azienda francese Dassault Aviation dagli anni novanta. L'aereo è caratterizzato da una fusoliera larga, da un'ala bassa a freccia, da tre turbofan Honeywell 731-60, oggi sostituiti dai più performanti TFE731-60, montati nella sezione di coda della fusoliera ed il terzo montato al di sotto della deriva verticale, dai piani orizzontali in posizione bassa e utilizza la plancia di comando prodotta da Honeywell, e comune a tutti i Falcon.

## Storia
Il Falcon 900 venne presentato per la prima volta nel 1983 durante il Salone internazionale dell'aeronautica e dello spazio di Parigi-Le Bourget.
Il 900 è stato sviluppato a partire dal Falcon 50 aumentando il diametro della fusoliera, in modo da garantire un maggior comfort ai passeggeri e nel contempo portando il numero di questi ultimi da 8 a 14 rispetto al Falcon 50.
Il primo volo del prototipo avvenne il 21 settembre 1984 all'aeroporto di Bordeaux-Mérignac. La prima consegna ad un cliente avvenne nel novembre 1986. I concorrenti del Falcon 900 sono il Challenger Cl-300/Cl-600, il Legacy e il Gulfstream IV.

## Versioni
Falcon 900
- 900A: versione iniziale base con turbofan TFE 731-5AR; primo volo il 21 settembre 1984. Ne sono stati prodotti 103 esemplari (+ 2 prototipi).
- 900B: versione migliorata con nuovi motori e con l'aumento dell'autonomia. È in grado di partire da piste non preparate. Ne sono stati prodotti 74 esemplari.
- 900C: versione che sostituisce il 900B tenendo conto di tutti i miglioramenti dati dal 900Ex ma con un costo e un'autonomia minori. Primo volo il 17 dicembre 1998. Ne sono stati prodotti 13 esemplari.

Falcon 900EX
- 900EX: versione derivata dal 900B con un aumento dell'autonomia con l'aggiunta di un serbatoio in coda e la modifica di quello centrale. Miglioramento dell'avionica e rimotorizzazione con i TFE 731-60. Primo volo il 1º giugno 1995  e certificazione EASA nel 1996. Ne sono stati prodotti 125 esemplari.
- 900EX EASy: versione del 900Ex che utilizza il nuovo cockpit EASy (Enhanced Avionics System) sviluppato da Dassault sulla base del sistema EPIC/PRIMUS prodotto da Honeywell. Certificazione EASA nel 2003.
- 900DX: versione che sostituisce il 900C; utilizza il nuovo cockpit EASy (Enhanced Avionics System) sviluppato da Dassault sulla base del sistema EPIC/PRIMUS prodotto da Honeywell. Primo volo il 13 maggio 2005 e certificazione EASA nel 2005.
- 900LX: versione dotata di winglets. Presentato il 19 maggio 2008 è l'ultima versione sviluppata per il Falcon 900, la certificazione EASA è del 7 luglio 2010.

Falcon 900 MPA
- FALCON 900 MPA: versione militare (Maritime Patrol Aircraft, aereo da pattugliamento marittimo) derivata del 900DX, può trasportare due missili anti-nave Exocet AM39 e due siluri leggeri[3]; per delle missioni militari di: monitoraggio delle coste, lotta antisommergibile (ASW) e antinave (ASuW), acquisizione di obiettivi Over the Horizon, ELINT / SIGINT e addestramento delle forze navali; e per delle operazioni militari diverse dalla guerra come : sorveglianza delle ZEE e delle rotte marittime di comunicazione, SAR, missioni governative, protezione dell'ambiente, evacuazione medica e trasporto personale.

## Utilizzatori

### Civili
Un elevato numero di compagnie aerotaxi e come aereo privato aziendale.
 Portogallo
- OMNI Aviation

1 Falcon 900B ricevuto, sequestrato ed incorporato dalla Força Aérea Portuguesa il 23 febbraio 2023.

### Governativi
Italia
- Compagnia Aeronautica Italiana

2 Falcon 900 ricevuti dall'Aeronautica Militare Italiana per conto dei servizi segreti italiani.

### Militari
Algeria

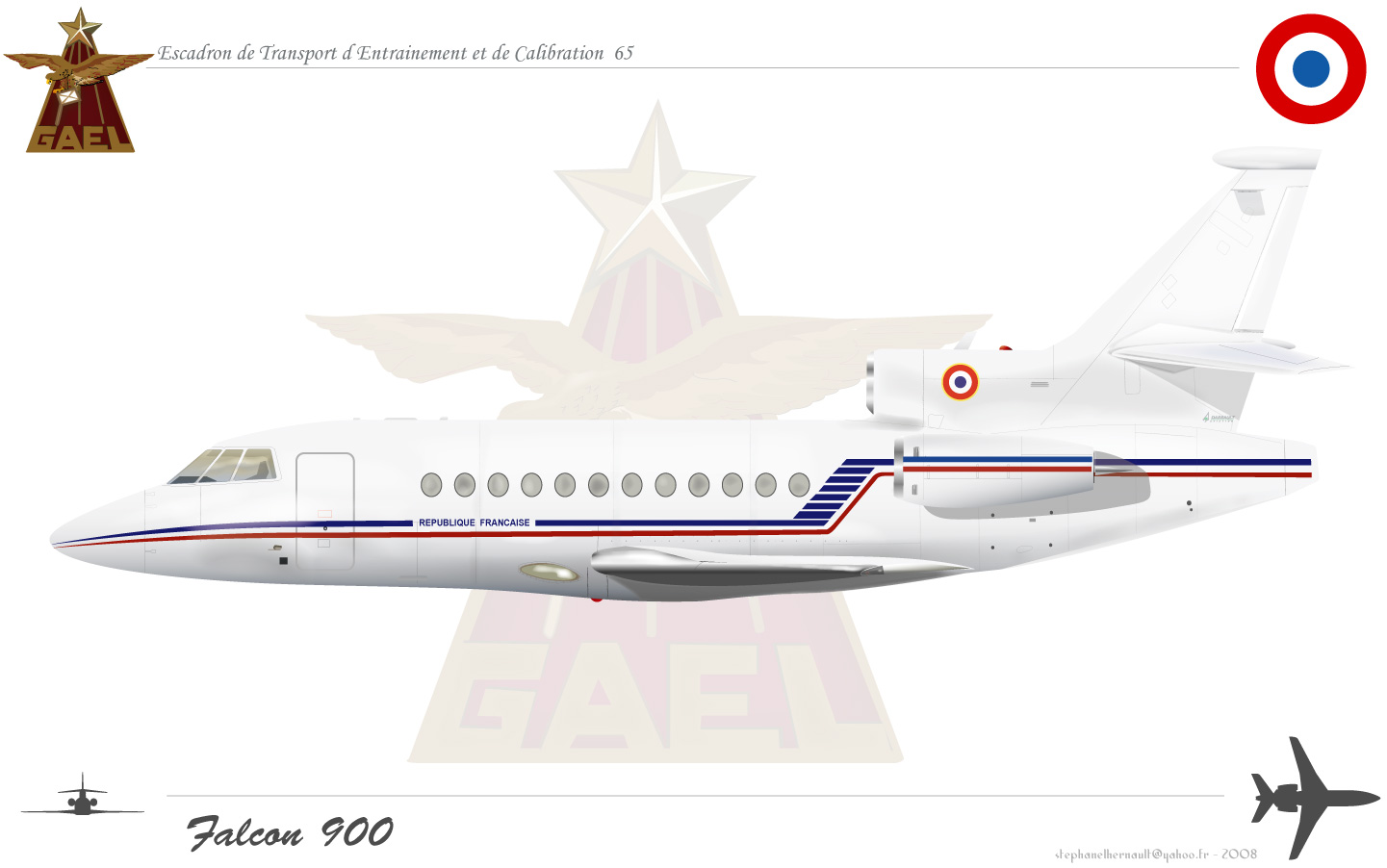
Il profilo del Falcon 900 impiegato dalla francese Armée de l'air.

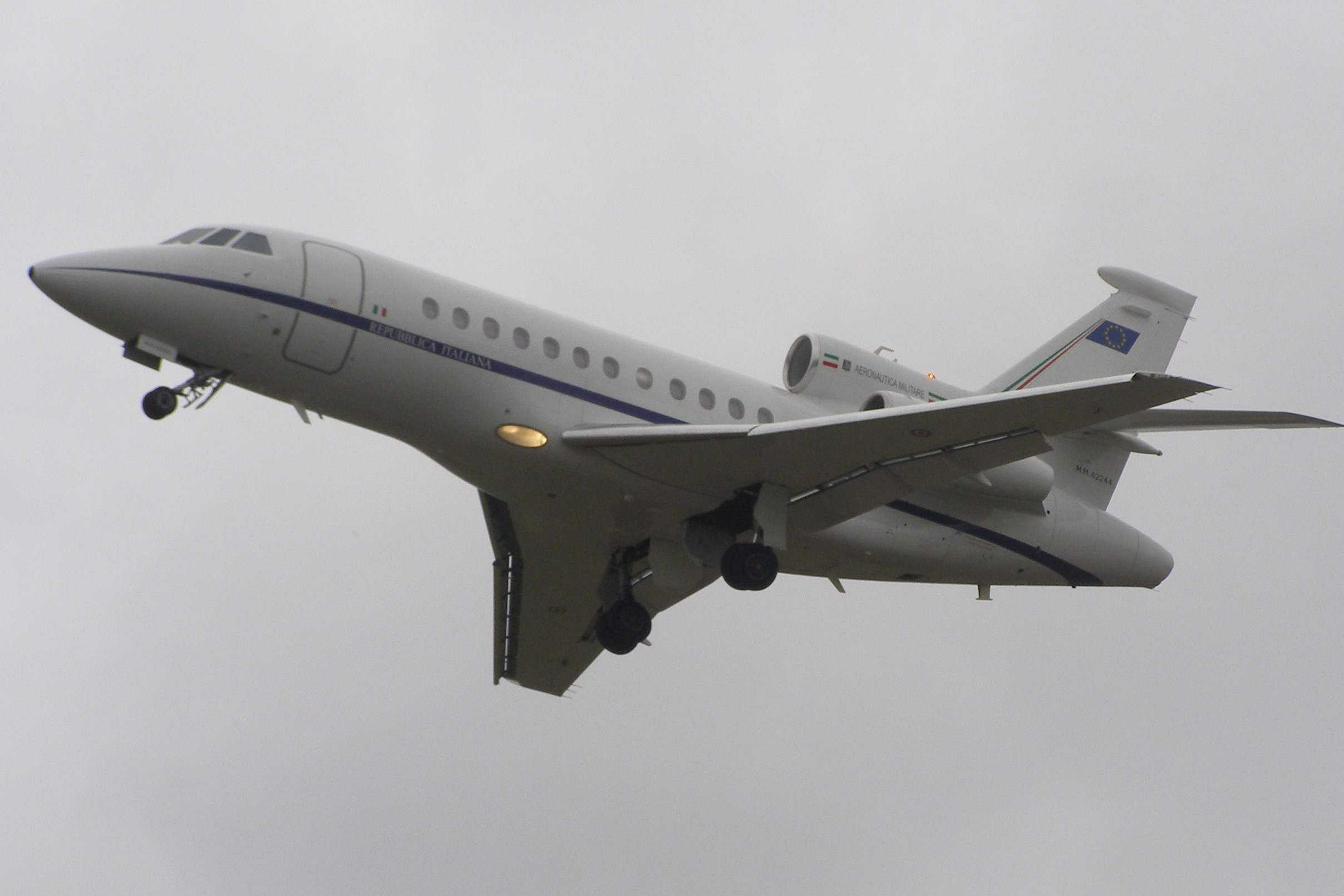
Il Falcon 900 EASy MM.62244 in carico al 31º Stormo dell'Aeronautica Militare italiana.

- Al-Quwwat al-Jawwiyya al-Jaza'iriyya

2 esemplari in servizio a luglio 2015.
 Australia
- Royal Australian Air Force
  - No. 34 Squadron RAAF

operò con cinque esemplari nel periodo 1989-2003.
 Belgio
- Composante air de l'armée belge

1 Falcon 900B consegnato ed in servizio dal 1995 al 2019.
 Bolivia
- Fuerza Aérea Boliviana

1 Falcon 900EX consegnato ed operativo a gennaio 2017.
 Emirati Arabi Uniti
- Al Imarat al Arabiyah al Muttahidah

 Francia
- Armée de l'air (F-RAFP - F-RAFQ)
  - Escadron de Transport, d'Entraînement et de Calibration 00.065 "GAËL" (ETEC) sulla BA 107 "Sous-lieutenant Dorme" de Villacoublay

 Gabon
- Armée de l'air Gabonaise

1 Falcon 900EX consegnato ed in servizio al maggio 2020.
 Ghana
- Ghana Air Force

1 Falcon 900EX consegnato ed in servizio al settembre 2020.
 Giappone
- Guardia costiera giapponese

2 Falcon 900 in servizio dal 1989 al 2020.
 Guinea Equatoriale
- Fuerza Aérea de Guinea Ecuatorial

1 Falcon 900B consegnato.
 Italia
- Aeronautica Militare
  - 31º Stormo

5 Falcon 900 consegnati al 31º Stormo, MM62171 - MM62172 - MM62210 - MM62244 - MM62245, utilizzati dal 2006 principalmente nel ruolo di aeroambulanza. Inizialmente 3 Falcon 900EX furono consegnati nel biennio 1995-1997, e ridenominati VC-900A, seguiti nel 2005 da 2 Falcon 900EX-Easy II. Due dei Falcon 900EX, da marzo 2015, sono stati messi all'asta per essere venduti. I due esemplari messi all'asta sono stati, poi, donati alla Compagnia Aeronautica Italiana di Ciampino, una società di proprietà dei servizi segreti italiani.
 Libia
- Al-Quwwat al-Jawwiyya al-Libiyya

 Malaysia
- Tentera Udara Diraja Malaysia

1 Falcon 900B ricevuto nel 1991 ed aggiornato nel 2015.
 Namibia
- Namibian Air Force

1 Falcon 900B consegnato.
 Nigeria
- Nigerian Air Force

1 Falcon 900 in carico alla Presidential Air Fleet ed allestito per il trasporto VIP.
 Portogallo
- Força Aérea Portuguesa

1 Falcon 900B di seconda mano ex OMNI Aviation, ricevuto il 23 febbraio 2023.
 Regno Unito
- Royal Air Force

2 Falcon 900LX ordinati l'8 febbraio 2022, per conto della compagnia privata Centreline che li darà in leasing alla RAF, e gestiti da equipaggi misti formati da civili e militari. Gli aerei saranno destinati al trasporto della famiglia reale. Il primo aereo, designato Envoy IV CC Mk1, è stato consegnato il 18 maggio 2022, mentre il secondo a fine luglio dello stesso anno.
 Siria
- Al-Quwwat al-Jawwiyya al-'Arabiyya al-Suriyya

 Spagna
- Ejército del Aire

 Sudafrica
- Suid-Afrikaanse Lugmag

 Sudan
- Al-Quwwat al-Jawwiyya al-Sudaniyya

1 Falcon 900B in servizio al luglio 2019.
 Svizzera
- Forze aeree svizzere

1 Falcon 900EX acquistato nel 2013.
 Venezuela
- Aviación Militar Venezolana